# آشاغی نخودلو
آشاغی نخودلو (به انگلیسی: Aşağı Noxudlu) یک روستا و دهکده در شهرستان سالیان در جمهوری آذربایجان است. جمعیت این روستا ۱۷۱۶ نفر است.